# Spiderman ataca de nou
Spiderman ataca de nou (títol original: Spider-Man Strikes Back) és una pel·lícula fantàstica estrenada el 1979, inspirada en el personatge de comics Spider-Man. Són dos episodis de la sèrie The Amazing Spider-Man, titulats "Deadly Dust" 1 i 2. És continuació del pilot de la sèrie L'home aranya. Ha estat doblada al català.

## Argument
L'home-aranya segueix un perillós malfactor que ha amagat una bomba de plutoni i amenaça de fer explotar la ciutat.

## Repartiment
- Nicholas Hammond: Spider-Man / Peter Parker
- Michael Pataki: Capità Barbera
- Robert F. Simon: J. Jonah Jameson
- Joanna Cameron: Gale Hoffman
- Chip Fields: Rita Conway
- Robert Alda: M. White
- Randy Powell: Craig
- Sidney Clute: Inspector DeCarlo